# Rio Călimănelul cel Tulbure
O Rio Călimănelul cel Tulbure é um rio da Romênia, afluente do Călimănel, localizado no distrito de Harghita.